# Stimolazione cerebrale profonda

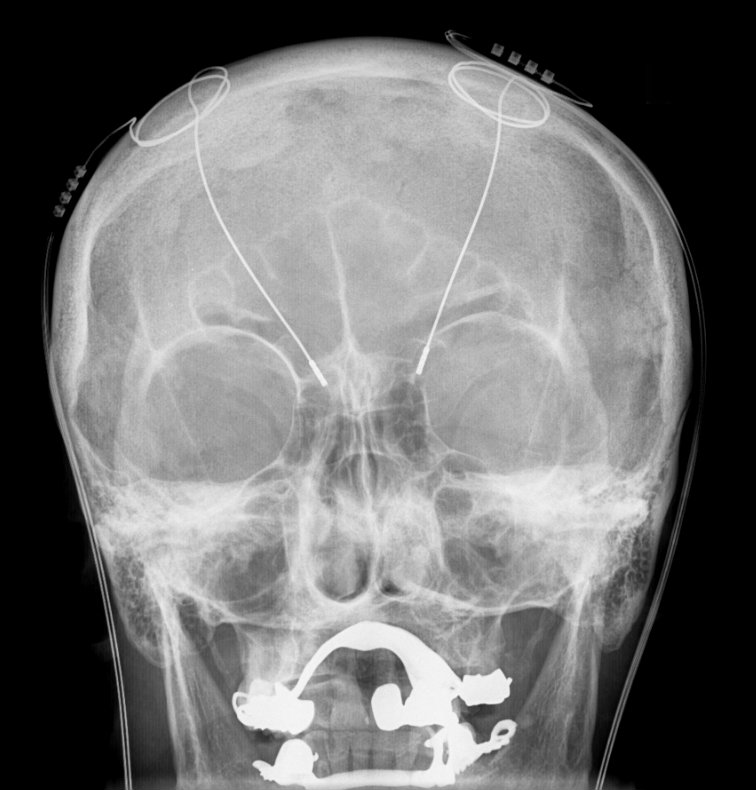
Stimolazione cerebrale profonda. Le aree bianche attorno a mascella e mandibola sono protesi dentarie metalliche e non sono correlate ai dispositivi usati nella stimolazione cerebrale profonda

Per stimolazione cerebrale profonda (Deep Brain Stimulation o DBS), in campo medico, si intende una procedura di neuromodulazione neurochirurgica.

## Procedura
La procedura prevede l'impianto, in sede permanente, di vari elettrodi nel subtalamo grazie all'innesto di un pacemaker che invia impulsi al cervello.

## Utilizzi
Viene utilizzata per trattare i disturbi ossessivi-compulsivi, malattie che riguardano il ridotto o anomalo movimento dell'individuo, come la malattia di Parkinson ed è stata sperimentata nei casi di cefalea a grappolo.

## Effetti secondari
Fra gli effetti secondari riscontrati vi sono allucinazioni e apatia.

## Stimolazione cerebrale profonda adattiva
Al 2025 la stimolazione profonda del cervello mediante pacemaker può essere adattiva, vale a dire che l'impulso elettrico è modulato in direzione e intensità a seconda dello stato di sonno/veglia, dei segnali cerebrali e dei sintomi del paziente, generando una risposta personalizzata sulle sue specifiche esigenze, che può complementare la terapia farmacologica contro il tremore e la rigidità muscolare.
La stimolazione cerebrale profonda adattiva (aDBS), nota anche come stimolazione cerebrale profonda a circuito chiuso (clDBS), è una tecnica di neuro-modulazione attualmente in fase di studio per il trattamento delle malattie neurodegenerative.
Il DBS convenzionale fornisce una stimolazione elettrica costante alle regioni del cervello che controllano il movimento, attraverso un filo impiantato chirurgicamente, detto anche elettrocatetere, che è collegato a un generatore di impulsi impiantabile (IPG). Per ottimizzare i sintomi del paziente, le regolazioni della programmazione di quest'ultimo dispositivo sono spesso effettuate dal neurologo curante in base alle attività svolte dal paziente e ai farmaci assunti nel corso del tempo.  Non mancano gli effetti collaterali.
L'aDBS si differenzia dai sistemi DBS convenzionali (che forniscono una stimolazione elettrica costante) in quanto è in grado sia di rilevare l'attività del cervello che di adeguare la stimolazione appropriata in tempo reale. È da notare che, agli albori della stimolazione cerebrale profonda, le applicazioni a circuito chiuso erano state realizzate da diversi pionieri, come José Delgado, Robert Galbraith Heath, Natalia Bechtereva e Carl Wilhelm Sem-Jacobsen, molto tempo prima dell'avvento della DBS "moderna". Forse il primo esperimento a circuito chiuso su un modello animale fu eseguito dal team di Delgado nel 1969. Nell'era moderna della DBS, dopo l'introduzione del metodo da parte di Alim Louis Benabid e una dimostrazione dell'efficacia della DBS nel macaco da parte del team di Hagai Bergman nel 2011, la prima applicazione umana della DBS è stata effettuata dall'equipe di Peter Brown nel 2013, seguita nello stesso anno da quello di Alberto Priori.

### Storia
Dopo essere stata sviluppata negli anni '50 e dopo che le versioni moderne erano state introdotte dal team di Alim Louis Benabid negli anni '80, la DBS è stata riconosciuta come metodo di elezione per il trattamento del tremore e, successivamente, del morbo di Parkinson, della distonia, del disturbo ossessivo-compulsivo e dell'epilessia. Tuttavia, il meccanismo di azione della DBS convenzionale prevedeva la stimolazione continua della struttura bersaglio, un approccio che non poteva adattarsi in tempo reale ai sintomi mutevoli o allo stato clinico dei pazienti.
Tenendo presente questo effetto collaterale indesiderato della DBS, diversi team hanno reintrodotto concetti in grado di rilevare l'attività cerebrale e regolare automaticamente la stimolazione in risposta a biomarcatori fluttuanti, con una prima pubblicazione sottoposta a revisione paritaria in tempi moderni da parte dei team di Hagai Bergman (nei primati) e Peter Brown (negli esseri umani). Nello stesso anno ad essi seguirono gli studi del team di Alberto Priori. Lo studio, seguito da altri che hanno testato più pazienti in finestre temporali più lunghe (fino a 24 ore), ha sostenuto l'ipotesi per la quale la DBS è efficace nel controllare i sintomi della malattia di Parkinson e nel ridurre gli effetti collaterali della stimolazione costante.
Il dispositivo utilizzato in questi studi era il componente esterno del sistema AlphaDBS, sviluppato da Newronika. Nel frattempo, la Medtronic pubblicò l'architettura di un dispositivo aDBS impiantabile per l'applicazione negli esseri umani. La relativa progettazione fu integrata nel dispositivo sperimentale Activa PC + S della Medtronic, consentendo il rilevamento e la registrazione del potenziale di campo locale (LFP) durante la somministrazione della terapia DBS mirata. Questo dispositivo fu utilizzato nel 2018 da un team di ricerca guidato da Philip A. Starr presso l'Università della California, San Francisco, nell'ambito di un partenariato pubblico-privato con la Medtronic. I ricercatori inserirono il dispositivo in due pazienti affetti dal morbo di Parkinson che avevano una DBS tradizionale ma continuavano a manifestare discinesia dopo la regolazione da parte di un neurologo. Successivamente, confrontarono i risultati del sistema di stimolazione adattiva con la stimolazione tradizionale impostata manualmente, e notarono che l'approccio adattivo era efficace nel controllare i sintomi quanto la stimolazione costante. Nel 2021 il sistema impiantabile AlphaDBS di Newronika fu sviluppato e contrassegnato col marchio CE. Fu inoltre condotto uno studio sistematico per evidenziare la sicurezza e l'efficacia, su malati di Parkinson, di questa nuova generazione di generatori di impulsi impiantabili (IPG) caratterizzati da DBS adattiva rispetto alla DBS convenzionale.
L'AlphaDBS rappresentò una nuova generazione di generatori di impulsi impiantabili. Inoltre, fu condotto uno studio internazionale multicentrico sistematico composto da sei siti di ricerca (in Italia, Polonia e Paesi Bassi) per evidenziare la sicurezza e l'efficacia del sistema AlphaDBS di Newronika SpA (Milano) su malati di Parkinson rispetto alla stimolazione convenzionale. Il dispositivo Medtronic PC+S fu sviluppato anche in un versione commerciale impiantabile che consentiva la stimolazione e il rilevamento, chiamato Percept PC, che era stato approvato per la stimolazione adattiva in Giappone. Il gruppo di Nobutaka Hattori condusse uno studio su un uomo di 51 anni affetto da morbo di Parkinson che presentava oscillazioni motorie, il quale aveva ricevuto una cDBS subtalamica bilaterale con il dispositivo Percept PC, dimostrandone la fattibilità clinica. Sebbene questi nuovi dispositivi sembrassero facilitare la stimolazione in base alle condizioni del paziente e fornire nuove informazioni sui meccanismi patofisiologici del Parkinson, negli anni seguenti sono state oggetto di studi clinici più ampi per consentirne definitivamente l'uso nella pratica clinica.

### Meccanismo di azione
Per adattarsi ai parametri di stimolazione, la DBS adattiva (aDBS) utilizza il potenziale di campo locale (LFP) della regione obbiettivo che viene registrato dal cosiddetto pacemaker cerebrale, un gruppo gli elettrodi impiantati che erogano la elettrostimolazione. L'attuale applicazione della tecnica aDBS si basa principalmente sulla rilevazione di un aumento delle onde beta del nucleo subtalamico, grazie alla quale è in grado di modulare la corrente, superando i limiti della terapia DBS convenzionale (cDBS), compresi gli effetti collaterali a lungo termine indotti dalla stimolazione, come la discinesia o il deterioramento del linguaggio.

### Usi medici
La stimolazione cerebrale profonda adattiva (aDBS) viene studiata per trattare di molteplici disturbi neuropsichiatrici e del movimento.

#### Morbo di Alzheimer
Dal 2015 sono stati condotti diversi esperimenti per valutare l'efficacia della stimolazione cerebrale profonda a frequenza variabile (aDBS) in funzione delle fluttuazioni motorie. I risultati degli esperimenti hanno dimostrato che la stimolazione cerebrale profonda a frequenza variabile è altamente efficace nel controllare i sintomi della malattia di Parkinson nei pazienti (tra cui le discinesie), combinata con la normale terapia con levodopa.

#### Sindrome di Tourette
La stimolazione cerebrale profonda adattiva è stata studiata per la sindrome di Tourette. Uno studio del 2017 ha presentato una revisione della letteratura disponibile a sostegno della fattibilità di questa tecnica nei pazienti con sindrome di Tourette.

#### Distonia
Le oscillazioni a bassa frequenza (LFO) del globo pallido interno dei distonici sono state rivelate essere un biomarcatore per la stimolazione cerebrale profonda adattiva (aDBS). Inoltre, sempre nel globo pallido interno, le caratteristiche delle basse frequenze e delle repentine variazioni delle onde beta possono essere utili per la stimolazione cerebrale adattiva per i malati di Parkinson distonici. A partire dalle oscillazioni patologiche dei distonici, numerose ricerche scientifiche hanno cercato di dedurre dei potenziali biomarcatori utili come segnale di feedback per il controllo dell'aDBS.

#### Tremore essenziale
La stimolazione cerebrale profonda adattiva (aDBS) può essere uno strumento efficace nel trattamento del tremore essenziale (ET), che è uno dei disturbi neurologici del movimento più comuni. In questo caso, l'aDBS è una tecnologia a circuito chiuso basata su sensori esterni. In uno studio recente, H J Chizeck ha presentato la prima procedura di addestramento pronta per un sistema di controllo della stimolazione cerebrale profonda adattiva completamente integrato, utile per le malattie del movimento, nonché uno dei primi esempi di un sistema di questo tipo per il tremore essenziale.

#### Morbo di Parkinson
Per i pazienti Con morbo di Parkinson in fase avanzata, la stimolazione cerebrale profonda integrata con l'uso dell'intelligenza artificiale consente di prevedere l'evoluzione del segnale neurale con una settimana di anticipo, adattando la stimolazione alle esigenze future del paziente. Ciò è ottenuto mediante metodi di analisi ingegneristica del segnale neurale trasmesso agli elettrodi.

## Comparazione con le DBS convenzionali (cDBS)
In una ricerca del 2021 condotta da Alberto Priori, è stata presentata un'analisi comparativa relativa agli impatti sui sintomi motori nei pazienti con malattia di Parkinson indotti dalla stimolazione cerebrale profonda convenzionale (cDBS) e dalla stimolazione cerebrale profonda adattiva a circuito chiuso (aDBS). Questo lavoro ha evidenziato la sicurezza e l'efficacia della stimolazione aDBS rispetto alla cDBS in una sessione giornaliera, sia in termini di prestazioni motorie che di energia elettrica totale erogata ai tessuti al secondo (total electrical energy delivered to the tissues per second, TEED) per il paziente. Simon Little ha ritenuto che l'approccio aDBS sia superiore alla DBS convenzionale per la malattia di Parkinson nei primati utilizzando il triggering di spike neuronale corticale (mediante spike sorting) e negli esseri umani impiegando biomarcatori di potenziale di campo locale. Durante la presentazione di un protocollo per uno studio clinico pseudo-randomizzato sulla aDBS per il trattamento del morbo di Parkinson in fase avanzata, è stato dimostrato che la stimolazione cerebrale profonda adattiva non induce disartria, a differenza della stimolazione cerebrale profonda convenzionale. È stato inoltre suggerito che la stimolazione cerebrale profonda adattiva e quella convenzionale possono migliorare i sintomi assiali (es.nstabilità posturale, disturbi della deambulazione, disturbi dell'eloquio, deformità posturali) del paziente in misura simile; rispetto alla DBS, l'aDBS migliora significativamente il sintomo principale, che è la bradicinesia.